# Escarlatina
La escarlatina o fiebre escarlata  es una enfermedad infecciosa, aguda y febril producida por el Streptococcus pyogenes del serogrupo A. Su período de incubación es de 2 a 4 días.
La escarlatina se desarrolla en un pequeño número de personas que tienen faringitis estreptocócica o infección cutánea estreptocócicas. La bacteria suele propagarse al toser o estornudar.También puede propagarse cuando una persona toca un objeto que tiene la bacteria y luego se toca la boca o la nariz.El diagnóstico suele confirmarse mediante cultivo de hisopos de la garganta.
No existe vacuna para la escarlatina.La prevención consiste en el lavado de manos frecuente, no compartir objetos personales y mantenerse alejado de otras personas cuando se está enfermo.La enfermedad es tratable con antibióticos, que reducen los síntomas y la propagación, y previenen la mayoría de las complicaciones.Los resultados de la escarlatina suelen ser buenos si se trata.Las complicaciones a largo plazo como consecuencia de la escarlatina incluyen enfermedad renal, fiebre reumática y artritis.
A principios del siglo XX era una de las principales causas de muerte en niños, pero incluso antes de la Segunda Guerra Mundial y de la introducción de los antibióticos, su gravedad ya estaba disminuyendo, quizás debido a mejores condiciones de vida, a la introducción de mejores medidas de control o a una disminución de la virulencia de la bacteria. En los últimos años, ha habido signos de resistencia a los antibióticos; hubo un brote en Hong Kong en 2011 y en el Reino Unido en 2014, y la aparición de la enfermedad aumentó un 68% en el Reino Unido entre 2014 y 2018. Una investigación publicada en octubre de 2020 demostró que la infección de la bacteria por tres virus ha dado lugar a cepas más virulentas de la bacteria.

## Epidemiología
Es una enfermedad trasmitida por contagio, generalmente por vía respiratoria, que se presenta en niños de 3 años hasta adolescentes de 15 años de edad , con una temporalidad en meses fríos (finales de invierno y principios de primavera ).
A veces puede aparecer tras una faringitis estreptocócica y también puede aparecer tras otras enfermedades estreptocócicas como infección de una herida o sepsis puerperal. En ciertos casos excepcionales, la escarlatina puede surgir de una infección cutánea denominada «impétigo», que también es causada por la bacteria Streptococcus. En estos casos, es posible que el niño no presente dolor de garganta.
Un individuo puede tener varias veces la escarlatina debido a la formación de anticuerpos específicos contra las exotoxinas pirógenas. Los pacientes con inmunidad antibacteriana específica contra un tipo de estreptococo (con o sin inmunidad antitóxica),  podrán no contraer la enfermedad al exponerse a ese tipo. Los pacientes sin inmunidad bacteriana específica (pero con inmunidad antitóxica) podrán contraer faringitis y los pacientes sin ninguno de los 2 tipos de inmunidad podrán contraer faringitis y escarlatina.

## Cuadro clínico: síntomas y signos
El cuadro comienza con fiebre alta de aparición abrupta, superior a los 38°C, inflamación de las amígdalas o la faringe, adenopatías cervicales (inflamación de los ganglios del cuello) y otros síntomas como escalofríos, dolores articulares en todo el cuerpo, náuseas, vómitos, pérdida de apetito, dolores muy fuertes de estómago y dolor e inflamación de garganta.
El exantema, que es el síntoma más evidente de la escarlatina, aparece de uno a cinco días después del comienzo de la fiebre. Al comienzo, suele tener el aspecto de una quemadura solar con pequeños puntos sobreelevados que pueden producir picazón. La erupción comienza primero en el cuello y la cara; por lo general, no afecta el área alrededor de la boca (triángulo de Filatov). Se extiende al tórax y la espalda y después se generaliza en el resto del cuerpo. En los pliegues de la piel, especialmente en las axilas y los codos, la erupción es de un rojo más intenso que se dispone de manera lineal (líneas de Pastia). Las zonas de la piel que presentan la erupción se tornan blancas al presionarlas y son ásperas al tacto, describiéndose como "piel de lija" o "piel de gallina". Al sexto día de la infección, la erupción comienza su involución, pero la piel afectada puede comenzar a descamarse, lo que puede durar hasta 3 semanas. Pueden aparecer en abdomen y tórax lesiones vesiculares en cabeza de alfiler (sudamina miliar). En su máxima expresión el exantema presenta un aspecto difuso, color escarlata brillante. Las lesiones suelen aparecer espontáneamente en los sitios de rascados, o al tomar la medida de la presión con el baumanómetro aparecerán las lesiones en el sitio donde se colocó el brazalete (Signo de Rumpell-Leede)
Se acompaña también de enantema (erupción de las mucosas), con enrojecimiento de la faringe y amígdalas, o puntos blanco-amarillentos de pus, y la lengua se cubre de una capa blanquecina, con papilas rojas ("lengua en fresa blanca") que luego desaparece al quinto día, quedando roja ("lengua en fresa o frambuesa").
.

## Tratamiento
Como esta enfermedad es producida por un estreptococo, su tratamiento es con antibióticos. El antibiótico de primera elección es la penicilina, que puede ser oral como la penicilina V o la amoxicilina, o intramuscular como la penicilina benzatínica. Una alternativa para pacientes alérgicos a la penicilina es la eritromicina o la azitromicina. El tratamiento debe durar al menos diez días, dado que un tratamiento inadecuado puede ocasionar complicaciones.

## Fisiopatología
La erupción de la escarlatina, que es lo que diferencia a esta enfermedad de una faringitis estreptocócica del grupo A aislada (o faringitis estreptocócica), está causada por cepas específicas de estreptococos del grupo A que producen una exotoxina pirogénica estreptocócica, que es la principal responsable de la manifestación cutánea de la infección. Estas cepas productoras de toxinas causan la escarlatina en personas que aún no tienen anticuerpos antitoxina. Se han identificado las exotoxinas pirogénicas estreptocócicas - SPE A, B, C. y F. Las exotoxinas pirogénicas, también llamadas toxinas eritrogénicas, causan la erupción eritematosa de la escarlatina. Las cepas de estreptococos del grupo A que causan la escarlatina necesitan bacteriófagos específicos para que haya producción de exotoxinas pirogénicas. En concreto, el bacteriófago T12 es el responsable de la producción de speA. La exotoxina pirogénica estreptocócica A, speA, es la que se asocia con más frecuencia a los casos de escarlatina que se complican con las secuelas inmunomediadas de la fiebre reumática aguda y la glomerulonefritis postestreptocócica.
Estas toxinas también se conocen como "superantígenos" porque pueden provocar una amplia respuesta inmunitaria al activar algunas de las células que son las principales responsables del sistema inmunitario de la persona. Aunque el organismo responde a las toxinas que encuentra fabricando anticuerpos, esos anticuerpos sólo protegerán contra ese subconjunto concreto de toxinas. No necesariamente protegerán por completo a una persona de futuras infecciones por estreptococos del grupo A, ya que la enfermedad puede producir 12 exotoxinas pirogénicas diferentes, y las futuras infecciones pueden producir un subconjunto diferente de esas toxinas.

### Microbiología
La enfermedad está causada por la secreción de exotoxinas pirogénicas por parte de la bacteria Streptococcus infectante. La exotoxina pirogénica estreptocócica A (speA) es probablemente la mejor estudiada de estas toxinas. Es transportada por el bacteriófago T12 que se integra en el genoma estreptocócico desde donde se transcribe la toxina. El propio fago se integra en un gen de ARNt de serina del cromosoma.
El Comité Internacional de Taxonomía de Virus no ha clasificado el virus T12 en ningún taxón. Tiene un genoma de ADN de doble cadena y, por razones morfológicas, parece pertenecer a la familia Siphoviridae
El gen speA se clonó y secuenció en 1986,. tiene 753 pares de bases y codifica una proteína de 29,244 kiloDalton (kDa). La proteína contiene un péptido señal putativo de 30 aminoácidos; la eliminación de la secuencia señal da un peso molecular previsto de 25,787 kDa para la proteína secretada. Tanto un promotor como un sitio de unión al ribosoma (secuencia Shine-Dalgarno) están presentes aguas arriba del gen. Hay un terminador transcripcional situado 69 bases aguas abajo del codón de terminación de la traducción. 
Los fagos estreptocócicos distintos del T12 también pueden portar el gen speA.

## Complicaciones
Puede tener complicaciones infecciosas, como abscesos faríngeos u otitis, y no infecciosas y tardías, como glomerulonefritis posestreptocócica, fiebre reumática, o uremia; aunque en la actualidad se observan casi exclusivamente formas leves.
Las complicaciones, que pueden derivarse de la escarlatina cuando no se trata o se trata de forma inadecuada, pueden dividirse en dos categorías: supurativas y no supurativas.
Complicaciones supurativas: Son complicaciones poco frecuentes que surgen bien por diseminación directa a estructuras próximas al foco primario de infección, bien por diseminación a través del sistema linfático o de la sangre. En el primer caso, la escarlatina puede propagarse a la faringe. Los posibles problemas derivados de este método de propagación incluyen abscesos periamigdalinos o retrofaríngeos, celulitis, mastoiditis o sinusitis.
En el segundo caso, la infección estreptocócica puede propagarse a través del sistema linfático o la sangre a zonas del cuerpo más alejadas de la faringe. Algunos ejemplos de las muchas complicaciones que pueden surgir de esos métodos de propagación incluyen endocarditis, neumonía o meningitis..
Complicaciones no supurativas: Estas complicaciones surgen de ciertos subtipos de estreptococos del grupo A que provocan una respuesta autoinmune en el organismo a través de lo que se ha denominado mimetismo molecular. En estos casos, los anticuerpos que el sistema inmunitario de la persona desarrolló para atacar a los estreptococos del grupo A también son capaces de atacar a los propios tejidos de la persona. En función de los tejidos del organismo afectados por los anticuerpos, se producen las siguientes complicaciones.
- Fiebre reumática aguda: Se trata de una complicación que se produce entre 2 y 6 semanas después de una infección estreptocócica del grupo A del tracto respiratorio superior.[9]Se presenta en los países en desarrollo, donde el tratamiento antibiótico de las infecciones estreptocócicas es menos común, como una enfermedad febril con varias manifestaciones clínicas, que se organizan en lo que se denomina criterios de Jones. Estos criterios incluyen artritis, carditis, problemas neurológicos y hallazgos cutáneos. El diagnóstico también depende de la evidencia de una infección previa por estreptococos del grupo A en el tracto respiratorio superior (como se ve en la faringitis estreptocócica y la escarlatina). La carditis es el resultado de la respuesta inmunológica dirigida al tejido cardiaco de la persona, y es la secuela más grave que se desarrolla a partir de la fiebre reumática aguda. Cuando se produce esta afectación del tejido cardíaco, se denomina cardiopatía reumática. En la mayoría de los casos de cardiopatía reumática, se ve afectada la válvula mitral, lo que acaba provocando estenosis mitral.[24] La relación entre la fiebre reumática y las cardiopatías es especialmente preocupante en Australia, debido a la alta prevalencia de estas enfermedades en las comunidades  Aborígenes e isleños del Estrecho de Torres.[5]
- Glomerulonefritis postestreptocócica: Se trata de una inflamación del riñón, que se presenta 1-2 semanas después de una faringitis estreptocócica del grupo A. También puede desarrollarse después de un episodio de Impétigo o de cualquier infección estreptocócica del grupo A en la piel (a diferencia de la fiebre reumática aguda, que sólo aparece después de una faringitis estreptocócica del grupo A).[9][25] Es el resultado de la respuesta autoinmune a la infección estreptocócica que afecta a una parte del riñón. Las personas presentan lo que se denomina síndrome nefrítico agudo, en el que tienen hipertensión arterial, hinchazón y anomalías urinarias. Las anomalías urinarias incluyen la presencia de sangre y proteínas en la orina, así como una menor producción de orina en general.[9]
- Artritis reactiva postestreptocócica: La presentación de artritis tras un episodio reciente de faringitis estreptocócica del grupo A hace sospechar fiebre reumática aguda, ya que es uno de los criterios de Jones para esa complicación independiente. Pero, cuando la artritis es un síntoma aislado, se denomina artritis reactiva postestreptocócica. Esta artritis puede afectar a diversas articulaciones de todo el cuerpo, a diferencia de la artritis de la fiebre reumática aguda, que afecta principalmente a las articulaciones más grandes, como las de la rodilla. Puede presentarse menos de 10 días después de la faringitis estreptocócica del grupo A.[9]

## Diferenciales
- Enfermedad de Kawasaki
- Mononucleosis infecciosa
- Otras causas de exantema